# Родольфо Граціані
Родольфо Граціані (італ. Rodolfo Graziani італійською: [roˈdɔlfo ɡratˈtsjaːni]; 11 серпня 1882, Філеттіно, Королівство Італія — 11 січня 1955, Рим, Італія) — італійський військовий та політичний діяч, член Національної фашистської партії, маршал Італії (9 травня 1936), начальник штабу Королівської італійської армії (1939—1940), міністр оборони Італійської соціальної республіки (1943—1945). Учасник Другої італо-ефіопської, Першої та Другої світових воєн. Воєнний злочинець.
Один із найбільш вірних соратників Беніто Муссоліні, за часів правління якого у різний час очолював Генеральний штаб італійської армії, а також окупаційні адміністрації в Сомалі, Східній Африці та Лівії. Після приходу до влади П'єтро Бадольйо зберіг вірність дуче та став міністром оборони новоствореної Італійської соціальної республіки. Після завершення війни приєднався до Італійського соціального руху, пізніше став його почесним президентом.

## Ранні роки
Родольфо Граціані народився 11 серпня 1882 року в Філеттіно, що в центрі Італії, в сім'ї лікаря. Батьки бачили в ньому майбутнього священника, проте сам Родольфо вирішив обрати кар'єру військовослужбовця. Однак через брак коштів він, замість навчатися у престижних вищих військових закладах, 1900 року вступив до кадетського взводу у складі 94-о піхотного полку, який розташовувався в Римі. В молодості Граціані дотримувався соціалістичних поглядів та навіть опинився на межі виключення зі своєї частини у 1904 році за читання газети Avanti!.
1 травня 1904 року Родольфо отримав звання молодшого лейтенанта та був направлений до 92-о піхотного полку у Вітербо, а 1906 року він був переведений до 1-о гренадерського полку в Рим. 1908 року Граціані відправили до Еритреї, де він активно вивчав місцеві звичаї та мову. Тут же його вкусила змія, через що Родольфо цілий рік перебував у лікарні, залишаючись у важкому стані.
Пізніше Родольфо брав участь у італійсько-турецькій війні, у якій героїчно себе проявив і отримав декілька нагород за свою хоробрість. Після вступу Італії у Першу світову війну воював на австрійському фронті, отримавши у віці 36 років звання полковника, ставши наймолодшим офіцером у цьому званні в історії Італії.
По завершенню Першої світової війни Родольфо переїхав до Парми, де жив протягом двох років перебування при владі соціалістів. Він був таємно засуджений до страти місцевим відділом соціалістичної партії, тому змушений був відмовитися від усіх військових та цивільних посад. Протягом наступного року він займався торговельним бізнесом.

## На службі у фашистів

### Триполітанія та Киренаїка
Після приходу до влади Беніто Муссоліні Граціані повернувся на військову службу та був направлений до Триполітанії, де мав боротися з місцевими повстанцями, які не бажали підкорятися італійським окупантам. 1925 року він здобув вирішальну перемогу, завдяки чому став почесним членом Національної фашистської партії.
Невдовзі Граціані перевели до Киренаїки, де він 11 січня 1930 року став заступником генерал-губернатора. 1931 року він очолив боротьбу з повстанцями Омара аль-Мухтара. Родольфо переніс свій штаб до Зуари, звідки надалі здійснював командування італійськими колоніальними військами. Тут же він отримав наказ від Бадольйо виселити все корінне населення з області Джебель-Ахдар, підтримкою якого користувалися повстанці, до спеціально створених концентраційних таборів. Вважається, що саме цей крок став вирішальним та приніс італійцям перемогу. Тисячі лівійців були переселені до концентраційних таборів, що сильно вплинуло на успішність ведення бойових дій повстанцями аль-Мухтара, якого було взято в полон 11 січня 1931 року.
1934 року Граціані залишив посаду заступника генерал-губернатора Киренаїки.

### Ефіопія
У період із 1935 до 1936 року Граціано, обіймаючи посаду генерал-губернатора Італійського Сомалі, керував бойовими діями проти ефіопів на південному фронті. Головним завданням Родольфо було тримати оборону проти атакуючих військ ефіопів та утримувати їх на південному фронті, щоб звільнити дорогу для частин Бадольйо. Проте Граціані не лише зміг утримати оборону, проте й контратакувати, захопивши місто Негеллі. Ефіопські війська намагалися заманити Граціані в пастку, змусивши зайти якомога далі в пустелю області Огаден, проте зазнали великих втрат у боях із італійцями та відступили.

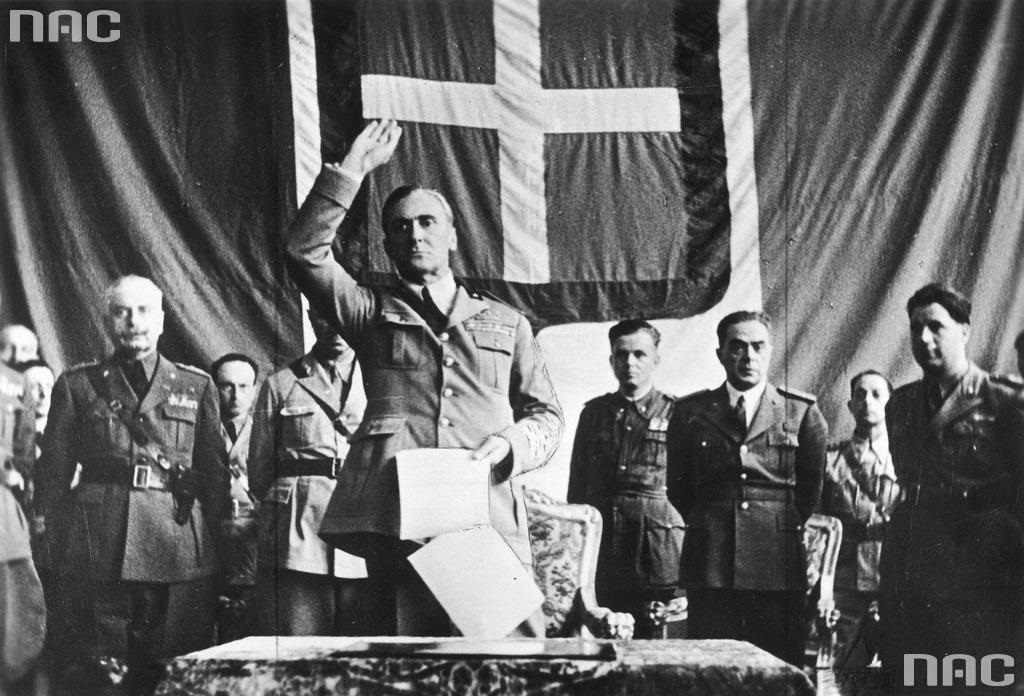
Родольфо Граціані на посаді віцекороля Ефіопії, 1937

26 грудня 1935 року ефіопи жорстоко вбили італійських пілотів, які потрапили до їхнього полону. Саме це стало офіційною підставою для першого застосування італійцями іприту. Надалі сам Граціані доволі часто використовував отруйні гази під час ведення бойових дій, загалом віддавши наказ на здійснення 41 бомбардування ефіопських позицій бомбами з іпритом.
15 квітня 1936 року Граціані отримав наказ захопити Харер та взяти у полон імператора Ефіопії. Проте рух італійських військ уповільнювався ландшафтом місцевості. Крім того, почали йти рясні дощі, що дало достатньо часу Хайле Селассіє I покинути країну.
9 травня 1936 року Родольфо Граціані отримав звання маршала Італії.
У червні 1936 року він очолив окупаційну адміністрацію в Східній Африці. Його правління тут супроводжувалося масовими репресіями проти мирного населення, створенням великої кількості концентраційних таборів та привселюдними стратами ворогів його режиму.

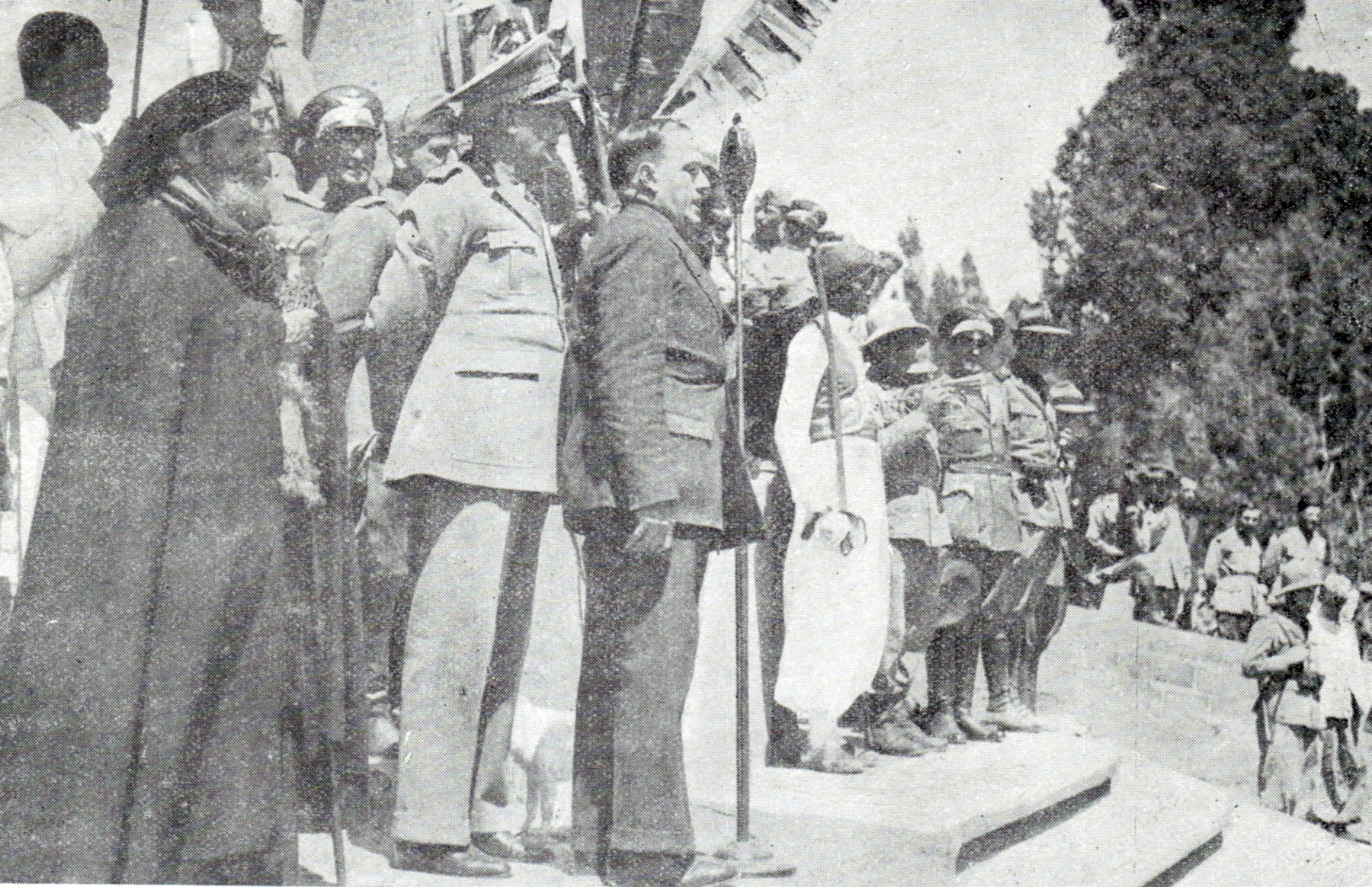
Родольфо Граціані перед урочистим парадом, 19 лютого 1937

19 лютого 1937 року Граціані організував урочисту церемонію на честь народження первістка кронпринца Умберто, проте під час святкування у палац прилетіли три снаряди, випущені ефіопськими партизанами. Унаслідок цього загинуло семеро осіб та поранено понад півсотні. Самого маршала, тяжко пораненого осколками, доправили до місцевої лікарні. Наступного ж дня окупаційними військами була влаштована каральна акція проти ефіопського населення, жертвами якого стали декілька тисяч цивільних осіб. У період із березня до грудня було ув'язнено та депортовано декілька сотень ефіопів, серед яких були і видні діячі поневоленого народу.
У грудні 1937 року маршала Граціані змінив Амадео Савойський.

## Друга світова війна
3 листопада 1939 року Граціані очолив Генеральний штаб Королівської італійської армії, змінивши на цій посаді П'єтро Бадольйо.

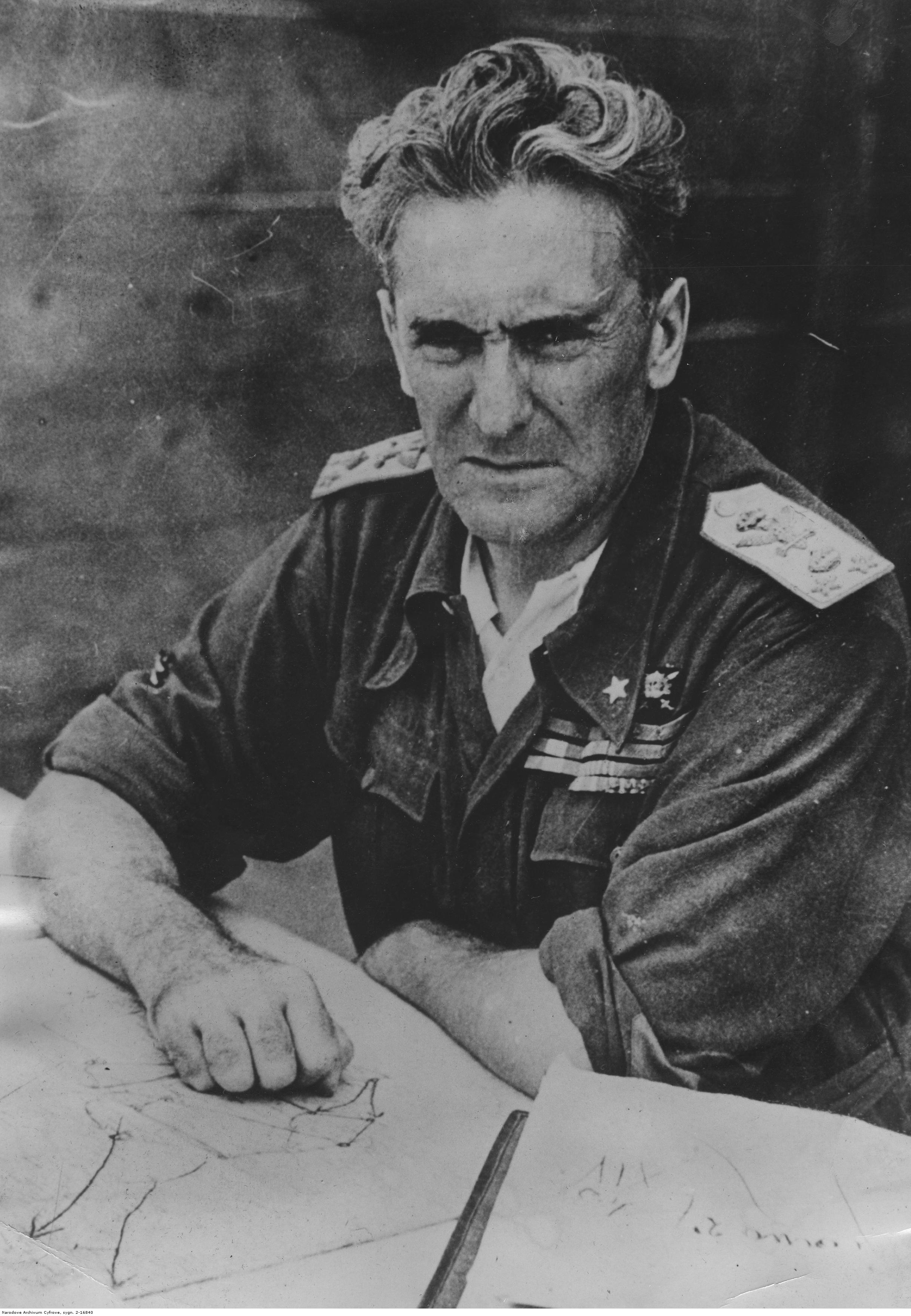
Маршал Граціані на фронті, 1940

Під час Французької кампанії Граціані перебував на фронті та брав участь у плануванні військових операцій. Невдовзі після капітуляції Франції він повернувся до Риму. Тут Граціані дізнався про загибель Італо Бальбо та був призначений Муссоліні на посаду генерал-губернатора Лівії. Прибувши до Африки, він розпочав планування вторгнення до Єгипту.

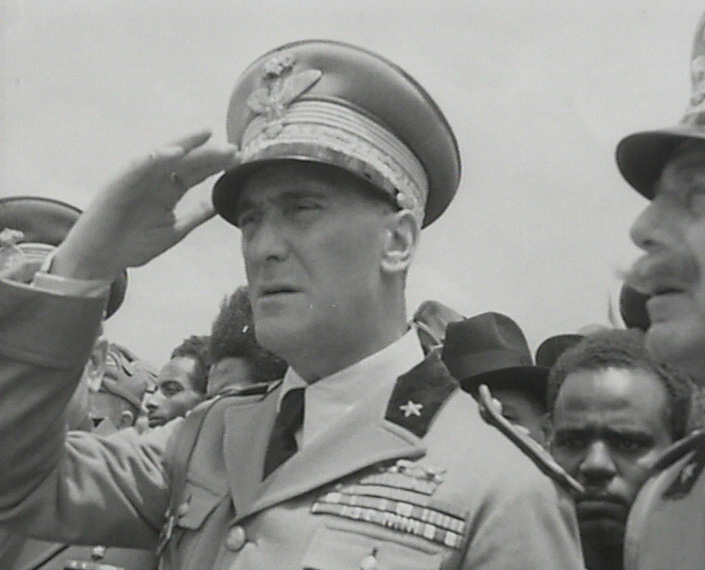
Маршал Італії Родольфо Граціані

У ніч з 12 на 13 вересня 1940 року за його наказом італійська авіація скинула на ділянку дороги між Сіді-Баррані та Мерса-Матрух велику кількість бомб-мін, на яких зранку підірвалися бійці британської армії. Тоді ж солдати Граціані почали обстрілювати позиції ворога в районі Мусаїда та казарми в Соллума. Після тривалої артилерійської підготовки частини 10-ї армії перетнули єгипетський кордон. Протягом лічених годин вони взяли Соллум та Форт Капуцо, де тримали оборону британські солдати. Надалі італійці просувалися в напрямку Хальфая, відкинувши частини союзників, які намагалися стримати навалу. Вечором 13 вересня біля проходу Хальфая з'єдналися 62-а піхотна дивізія, яка рухалася з району Сіді-Омар, 63-я піхотна дивізія та група генерала П'єтро Малетті, які рухалися з району Мусаїд.
По полудні 14 вересня британці відійшли до заздалегідь підготовлених позиції на схід від Бук-Бука. Війська Граціані дійшли сюди лише наступного дня та, у тому числі й завдяки нестачі боєприпасів у союзників, відкинули англійців іще далі. Ранком 16 вересня британці ще намагалися тримати оборону у районі Алам-Хаміда, проте до вечора відійшли до Алам-ель-Дабу. Чорносорочечники змогли зайняти Сіді-Баррані, проте надалі наступ італійців зупинився через цілу низку факторів: малу кількість транспорту, відсутність ефективного командування військами, труднощі з постачанням провіанту, проблеми з достатньою кількості питної води та ін. Фронт стабілізувався на три місяці.
Граціані намагався організувати ефективну оборону в цьому районі, проте через поганий зв'язок між різними частинами не зміг цього зробити.
Уже 9 грудня 1940 року розпочався контрнаступ британських військ. Він почався з ранкового масового обстрілу позицій італійців та атаки із північнозахідного напрямку, який був найменш укріпленим. Королівський флот обстрілював Мактілу та Сіді-Баррані, британська авіація атакувала італійські аеродроми. До кінця дня британці змогли захопити три табори італійської армії та впритул підійти до Сіді-Баррані. Частини 10-ї армії, які зазнали великих втрат протягом дня, зайняли оборону в Бардії. Тут наступ призупинився через брак піхоти в британській армії.
3 січня 1941 року британські частини почали штурм Бардії. Вже за п'ять днів, 6 січня, італійський гарнізом (36 тисяч осіб) здався у полон.
Британська 7-а бронетанкова дивізія та австралійська 19-а бригади почали рух углиб ворожих позиції та до 9 січня оточили Тобрук. 21 січня генерал О'Коннор почав фінальний штурм міста та вже наступного дня взяв його. 4 лютого британці почали наступ на Бенгазі, зайнявши італійські позиції біля Беда-Фомми. 6 лютого О'Коннор розгромив основні частини армії Граціані, тим самим завдавши остаточної поразки йому. Британці хотіли продовжити наступ на Триполі, проте британський уряд вимагав призупинити наступ.
Результатом цих боїв став повний розгром італійської армії маршала Граціані, внаслідок чого майже всі колонії Італії опинилися під загрозою захоплення союзниками. Родольфо, не маючи сил зупинити британців, вимагав у Муссоліні просити допомоги в Німеччини. Невдовзі після цього Граціані було звільнено з посади очільника окупаційної адміністрації Лівії.
У період із 1941 до 1943 року Граціані жив у Ананьї.
Невдовзі після створення Італійської соціальної республіки Граціані було запропоновано обійняти посаду міністра оборони, на що він погодився, ставши єдиним маршалом, який підтримав дуче після його відсторонення від влади. На цій посаді він підписав декілька указів, які фактично започаткували тотальну мобілізацію населення Італії. Крім того, маршал із питань військової доцільності намагався підпорядкувати всю армію собі та усунути від здійснення командування фашистів. Урешті-решт, він зміг зосередити у своїх руках всю владу в армії. Автономними залишалися лише воєнізовані частини фашистської партії, які напряму підпорядковувалися Алессандро Паволіні. Пізніше, 14 серпня 1944 року Чорні бригади Паволіні також були передані у пряме підпорядкування Граціані.
2 серпня 1944 року він очолив групу «Лігурія». Командуючи нею, Родольфо зміг зупинити просування бразильського корпусу та американської 5-ї армії у боях на Готській лінії. Він організував приховану атаку на позиції 92-ї піхотної дивізії американців силами своєї групи та трьох німецьких батальйонів. 27 грудня Граціані прорвав оборону союзників, просунувшись на 25 кілометрів углиб лінії оборони ворога. Це стало єдиною успішною операцією країн Осі в Італії. Граціані здійснював командування італійськими частинами до самого завершення війни, допоки союзники не завдали їм рішучої поразки на півночі Італії.
1 травня 1945 року Граціані був узятий у полон і поміщений до в'язниці.

## Після війни
Декілька разів влада Ефіопія вимагала передати їй Граціані для організації суду над ним, проте щоразу отримувала відмову. 4 березня 1948 року Ефіопія представила в ООН докази застосування італійцями хімічної зброї під час війни, що стало причиною включення Граціані до міжнародного списку воєнних злочинців. Однак і цього разу Італія відмовилася видавати колишнього маршала. Проте його судили за колабораціонізм, беручи до уваги його участь у війні на стороні Італійської соціальної республіки. Він отримав 19 років, проте вийшов на свободу вже за чотири місяці.
1952 року Граціані доєднався до Італійського соціального руху. Невдовзі став його почесним президентом.
В останні роки свого життя він переїхав до Риму, де прожив до самої смерті.